# Paradise in Me
Paradise in Me  è il secondo album in studio della band belga K's Choice. Negli Stati Uniti, è stato pubblicato il 20 agosto 1996 da 550 Music.
Sei singoli sono stati estratti dall'album: "A Sound that Only You Can Hear," "Mr. Freeze," "Not an Addict," "Wait," "Dad," e "Iron Flower."

## Tracce
1. Not An Addict – 4:49
2. A Sound That Only You Can Hear – 4:13
3. White Kite Fauna – 4:59
4. Mr Freeze – 4:27
5. Song For Catherine – 3:03
6. To This Day – 4:13
7. Iron Flower – 4:34
8. Wait – 5:07
9. Paradise in Me – 2:05
10. My Record Company – 3:42
11. Only Dreaming – 3:53
12. Dad – 3:04
13. Old Woman – 1:55
14. Something's Wrong – 3:43

## Formazione
- Sarah Bettens - voce, chitarra
- Gert Bettens - chitarra, tastiere, voce,
- Jean Blaute - basso, chitarra, tastiere, produzione
- Evert Verhees- Basso
- Evert Verhees - basso
- Stoy Stoffelen - percussioni
- Bart Van Der Zeeuw - percussioni
- Tony Platt - Engineer
- Werner Pensaert - Engineer
- Uwe Teichart  - mastering
- Jurgen Rogiers - Fotografia